# Nail H. Ibragimov
Nail Нairullovich Ibragimov (Наиль Хайруллович  Ибрагимов), född 18 januari 1939, död 4 november 2018, var professor vid institutionen för matematik och naturvetenskap vid Blekinge tekniska högskola (BTH). Ibragimovs forskningsområden var differentialekvationer, gruppanalys och matematisk fysik.
Ibragimov publicerade många läroböcker; på svenska märks främst En praktisk kurs i differentialekvationer och matematisk modellering och Modern gruppanalys: en inledning till Lies lösningsmetoder av ickelinjära differentialekvationer.

## Biografi
Ibragimov föddes i en by nära Uralbergen, i Tatarstan, Sovjetunionen. Som liten fattade Ibragimov tidigt tycke för matematik och det matematiska språket. I staden Urussu en bit ifrån byn gick han i skola. Ibragimov beskrev det som avgörande att han fick en bra lärarinna vid namn Larisa Barkhat som undervisade i matematik. Ibragimov kom att studera matematik, fysik, mekanik, biologi och flera främmande språk vid universiteten i Moskva och Novosibirsk.
Ibragimov avlade 1973 en doktorsexamen vid Novosibirsk. Efter detta arbetade han på flera institutet i USA, Frankrike, Turkiet och Sydafrika. Han blev chef för forskningscentrumet Alga (Advances in Lie Group Analysis) vid Blekinge Tekniska Högskola 2000. Algas forskningsområde är Liegruppanalys, något som används för att behandla icke-linjära matematiska modeller.
Ibragimov uppmärksammades 2004 för att ha löst Laplaces 230 år gamla problem "Finn alla invarianter för hyperboliska differentialekvationer". 2011 tilldelades han ett forskningsanslag på 33 miljoner kronor från det ryska ministeriet för utbildning och vetenskap, att användas för fortsatt forskning under 2011–2013.